# Iouri Androukhovytch
Iouri Igorovytch Androukhovytch (en ukrainien : Юрій Ігорович Андрухович), né le 13 mars 1960 à Stanislav en Galicie, est un poète, romancier, traducteur et essayiste ukrainien.
Il est l'auteur contemporain de langue ukrainienne le plus populaire, et ses œuvres ont été traduites en de nombreuses langues, dont le français. Pour ses écrits littéraires, Androukhovitch a reçu de nombreux prix nationaux et internationaux, dont le Prix Herder (2001), le prix de la Paix Erich Maria Remarque (2005), le Prix européen de l'entente à la Foire du livre de Leipzig (2006), le Prix de l'Angelus (également 2006). Il est membre du comité de rédaction de périodiques Krytyka et Potyah 76 (Ukraine).

## Biographie
Après des études à Lviv et à Moscou, en 1985 il a fait partie du groupe littéraire Bu-Ba-Bou (Burlesque - Balagan - Bouffonade). Ses premiers succès littéraires (Recréations, Moscoviada, Perversion) paraissent d'abord dans la revue littéraire ukrainienne La Modernité et sont ensuite régulièrement ré-édités. Androukhovitch vit et travaille à Stanislav. Il parle cinq langues dont l'anglais et l'allemand.

## Œuvres traduites en français
- Mon Europe, coécrit avec Andrzej Stasiuk, Noir sur Blanc, Paris 2004,  (ISBN 978-2-88250140-0)
- Moscoviada, Noir sur Blanc, Paris 2007,  (ISBN 978-2-88250185-1)
- Les Douze Cercles, Noir sur Blanc, Paris 2009,  (ISBN 978-2-88250212-4)
- Perversion, Noir sur Blanc, Paris 2015,  (ISBN 978-2-88250-367-1), 350 pages[2]

## Sur quelques ouvrages

### Perversion
L'éditeur présente un lot de 31 documents, envoyés par un intermédiaire, après la disparition de leur auteur (supposé), Stanislav Perfetskyi, né à Tchoropil (Mariampil en ou vers 1982, disparu mystérieusement à Venise le 11 mars 1993), à moins qu'il ne s'agisse d'une mystification.
Stanislav Perfetskyi, sous ce nom ou sous un de ses 40 autres noms, serait un poète, chanteur, musicien, performeur, provocateur, actif surtout à Lviv, qu'il quitte au printemps 1992.
Parmi ces textes, un carnet intime, un compte-rendu sur l'absurdité post-carnavalesque du monde (titre d'un symposium international sur une île de Venise réunissant 300 participants), confession féministe, performance poétique, rapports de filature, rapport de fouille policière, note de synthèse, transcription de monologue sur dictaphone, confession de confesseur (Antonio des Campo, curé sur l'île de San Michele), opéra-bouffe (Orphée à Venise, de Matthew Koulikoff), compte-rendu de performance de ce pasticcio à la Fenice, compte-rendu du metteur en scène (et de son amie Alex), synthèse de la presse vénitienne sur cette performance, conférence de Mavroupole, conférence du Répondant sur l'Ukraine à partir du manuscrit disparu de L’Éclipse du monde de Yaropolk-Népomucène Kourntchyk (1882-1909), entretien radiophonique, transcription d'une cassette vidéo, compte-rendu du repas d'apparat (de fin de symposium), testament de Stanislav Perfetskyi.
Le recueil fournit également une liste des différents personnages : Leonardo di Casallegna (président de la Fondation nLa Morte di Venezia, assisté de Conchita et Lucia), Dr Amerigo Dappertutto (secrétaire technique de la Fondation), Liza Sheila Shalizer, Gourou John-Paul Ochtchyrko, Dr Gaston Déjàvu, Tsoutrou Mavropaul (hérésiarque), Ada Citron (attachée et traductrice), Janus-Maria Riesenbock (compagnon d'Ada Citron).
Parmi les références littéraires nombreuses, deux écrivains ukraieniens : Taras Chevtchenko (1814-1861) et Yuriy Izdryk (en) (1962-).

## Positions politiques
Androukhovitch défendant une vision pro-européenne et libérale du développement de l’Ukraine, il a activement soutenu la Révolution orange en 2004. Il a critiqué à multiples reprises les attaques menées par les autorités ukrainiennes contre les droits de l'Homme depuis quelques années. En 2010, il a créé la controverse en appelant à la division de l'Ukraine, avec les régions russophones de l'Est revenant à la Russie et les régions ukrainophones de l'Ouest intégrant l'Union européenne.